# کائونا (ولادیمیرتسی)
کائونا (به صربی: Kaona) یک منطقهٔ مسکونی در صربستان است که در ولادیمیرتسی واقع شده‌است. کائونا ۳۴۱ نفر جمعیت دارد.